# Los Romeros (Argentina)
Los Romeros (antiguamente Capilla de Los Romeros) es una localidad argentina ubicada en el Departamento San Javier, Provincia de Córdoba. Se encuentra 5 km al oeste de la Ruta Nacional 148, casi sobre el límite con la Provincia de San Luis. 
Cuenta con una Comisión Vecinal que desarrolla la Fiesta Nacional del Locro.